# Bratři
Bratři (im Slowakischen auch Bratia, internationaler englischsprachiger Titel Brothers, im Deutschen „Brüder“) ist ein Actionfilm und Historiendrama von Tomáš Mašín. Der Film basiert auf einem Roman der entfernt mit dem Regisseur verwandten US-Amerikanerin Barbara Masin über eine Widerstandsgruppe Anfang der 1950er Jahre in der damals unter kommunistischer Herrschaft stehenden Tschechoslowakei, zu deren Mitgliedern die titelgebenden Brüder Josef und Ctirad Mašín gehörten. Der Film kam Ende Oktober 2023 in die tschechischen und slowakischen Kinos. Bratři wurde von Tschechien als Beitrag für die Oscarverleihung 2024 als bester Internationaler Film eingereicht. Im Rahmen der Verleihung des Český lev 2024 erhielt Bratři 15 Nominierungen und wurde als bester Film ausgezeichnet.

## Handlung
Josef und Ctirad Mašín leben Anfang der 1950er Jahre unter kommunistischer Herrschaft in der Tschechoslowakei. Josef ist bald mit der Schule fertig, Ctirad steckt gerade mitten in seinem Studium. Ihre Mutter Zdena widersetzt sich entschieden dem kommunistischen Konformismus und erntet heftige Gegenreaktionen seitens der Behörden. Die Folge ist, dass dem jüngeren Mašín der Abschluss verweigert wird und seinem älteren Bruder ein Verweis von der Universität droht, sollte Zdena sich weiterhin weigern, sich einzufügen.
Ihre Situation verschlechtert sich, als sie aus ihrem Zuhause vertrieben werden und ein heruntergekommenes Bauernhaus beziehen müssen. Die Brüdern Josef und Ctirad beteiligen sich fortan am bewaffneten Widerstand gegen das kommunistische Regime, ganz dem Beispiel ihres Vaters General Josef Mašín folgend, der im Zweiten Weltkrieg Mitglied einer Widerstandsgruppe gegen die Nazis war. Die Aktionen des Widerstands rücken die Gruppe um die Gebrüder Mašín in den Fokus der Staatssicherheit.

## Produktion

### Literarische Vorlage

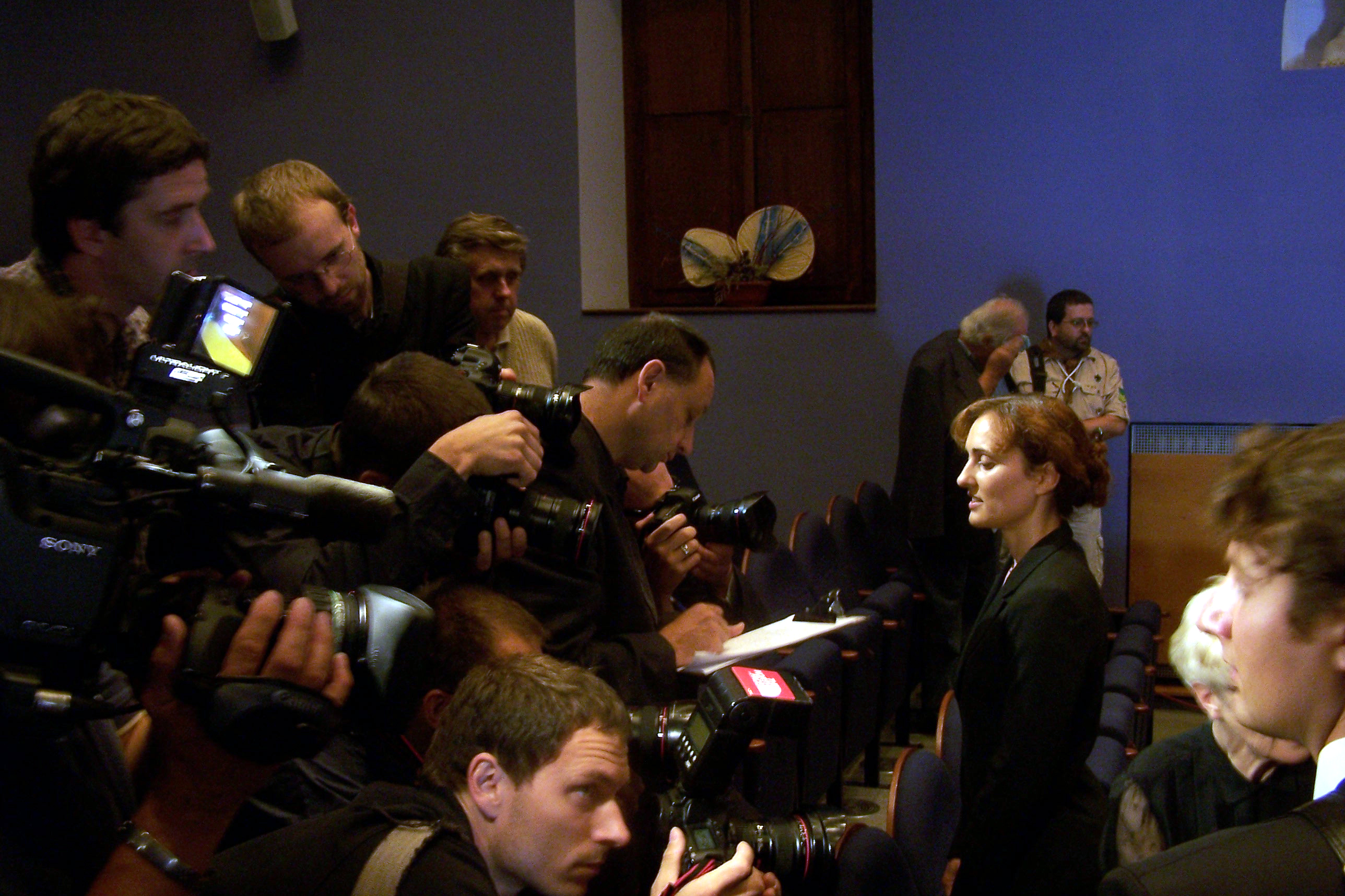
Der Film basiert auf dem Roman Gauntlet von Barbara Masin, hier 2010

Der Film basiert auf dem Roman Gauntlet: Five Friends, 20,000 Enemy Troops, and the Secret That Could Have Changed the Course of the Cold War von Barbara Masin über die Widerstandsgruppe rund um die Gebrüder Mašín. Der Roman der US-amerikanischen Sachbuchautorin wurde auch in einer tschechischen Übersetzung von Leonid Křížek unter dem Titel Odkaz: pravdivý příběh bratří Mašínů veröffentlicht. In dem Buch wird erzählt, wie am 3. Oktober 1953 fünf junge Männer, bewaffnet mit vier Pistolen, die Grenze von der Tschechoslowakei in die DDR überqueren. Ihre Mission besteht darin, um jeden Preis eine Geheimbotschaft eines tschechoslowakischen Generals an die US-Behörden zu überbringen. Die Männer sind Kern einer antikommunistischen Widerstandsgruppe, die sich auf einen der berühmtesten Anführer des Widerstands gegen die Nazis im Zweiten Weltkrieg bezieht, den tschechischen General Josef Mašín, der Vater von zwei der jungen Männer und Großvater von Barbara Masin.
Während Ctirad Mašín im August 2011 starb, lebt sein Bruder Josef noch heute.

### Filmstab und Besetzung

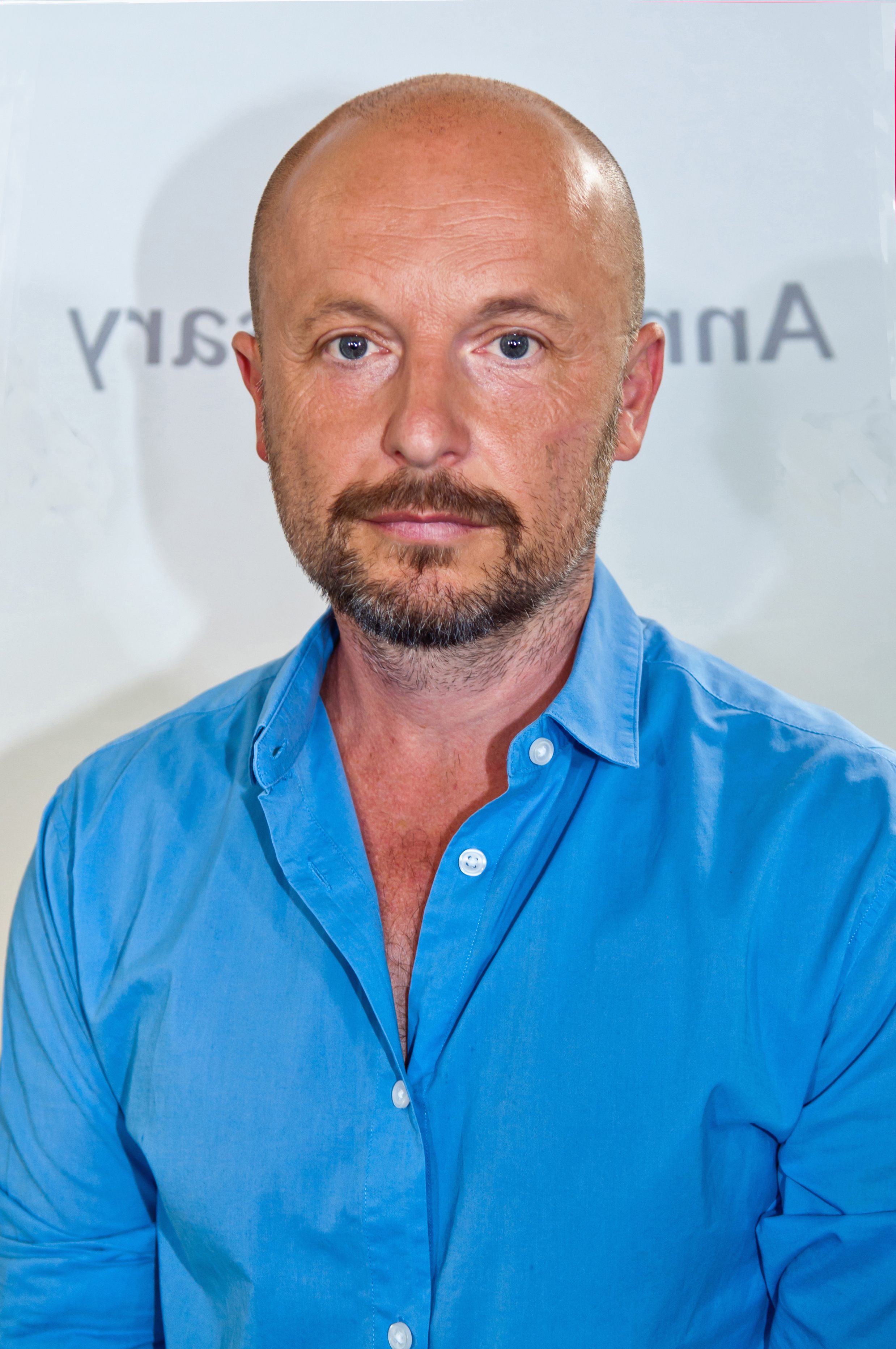
Regisseur Tomáš Mašín

Regie führte Tomáš Mašín, der über seinen Ururgroßvater František ebenfalls mit Ctirad und Josef Mašín verwandt ist. Gegenüber dem Radiosender Radio Vltava erklärte der Regisseur: „Wir wollten nicht zu viel Politik ins Spiel bringen.“ Sein Film erzähle in erster Linie eine Geschichte über die Familie. Das auf Barbara Masins Roman basierende Drehbuch schrieb Marek Epstein.
Oskar Hes, bekannt aus einer Nebenrolle in der Fernsehserie Wasteland – Verlorenes Land und seiner Rolle in dem Filmdrama Avenue of the Giants von Finn Taylor, und Jan Nedbal, bekannt für seine Hauptrolle in dem Märchenfilm Krakonos Geheimnis von Peter Bebjak, spielen in den Titelrollen die Brüder Josef und Ctirad Mašín. Tatiana Vilhelmová spielt ihre Mutter Zdena, Karolína Lea Nováková ihre Schwester Nenda Masinova und Václav Neuzil ihren Onkel Ctibor Novák. Daniela Kolářová spielt ihre Großmutter Ema Nováková. Der deutsche Schauspieler Stefan Konarske ist in der Rolle von Hauptmann Koller zu sehen.

### Filmförderung und Dreharbeiten
Der Film erhielt finanzielle Unterstützung vom Tschechischen Filmfonds, des Slowakischen Audiovisuellen Fonds und von Eurimages.
Die Dreharbeiten fanden von Anfang August bis Ende November 2022 in Tschechien statt. Der deutsche Kameramann Friede Clausz war zuletzt für Filme wie Immenhof – Das Abenteuer eines Sommers von Sharon von Wietersheim tätig.

### Filmmusik und Veröffentlichung
Die Filmmusik komponierte Karel Havlicek.
Der Film kam am 26. Oktober 2023 in die tschechischen und slowakischen Kinos. Ab Anfang Januar 2024 wurde er beim Palm Springs International Film Festival und im Februar 2024 beim Santa Barbara International Film Festival gezeigt. Im März 2024 wurde der Film beim Glasgow Film Festival vorgestellt.

## Rezeption

### Kritiken
Martin Kudláč schreibt in seiner Kritik im Online-Filmmagazin Cineuropa, der Film zeichne ein Familienporträt, in dem sich jedes Mitglied auf seine ganz eigene Art und Weise der Unterdrückung widersetzt. Die Erzählung beziehe die Mašín-Frauen mit ein, Figuren, die in historischen Actiondramen und in der Geschichte traditionell möglicherweise außen vor gelassen wurden. Die Auseinandersetzung mit familiären Bindungen, dem unbeugsamen menschlichen Geist und den moralischen Ambiguitäten von Krieg und Widerstand bereichere den Film und rege zum Nachdenken über persönliche und kollektive Freiheit an. Regisseur Tomáš Mašín fange dieses Streben nach Freiheit als actiongeladenes Drama ein.

### Auszeichnungen
Der Film wurde von Tschechien als Beitrag für die Oscarverleihung 2024 als bester Internationaler Film eingereicht. Im Folgenden eine Auswahl von Nominierungen.
Český lev 2024
- Auszeichnung als Bester Film

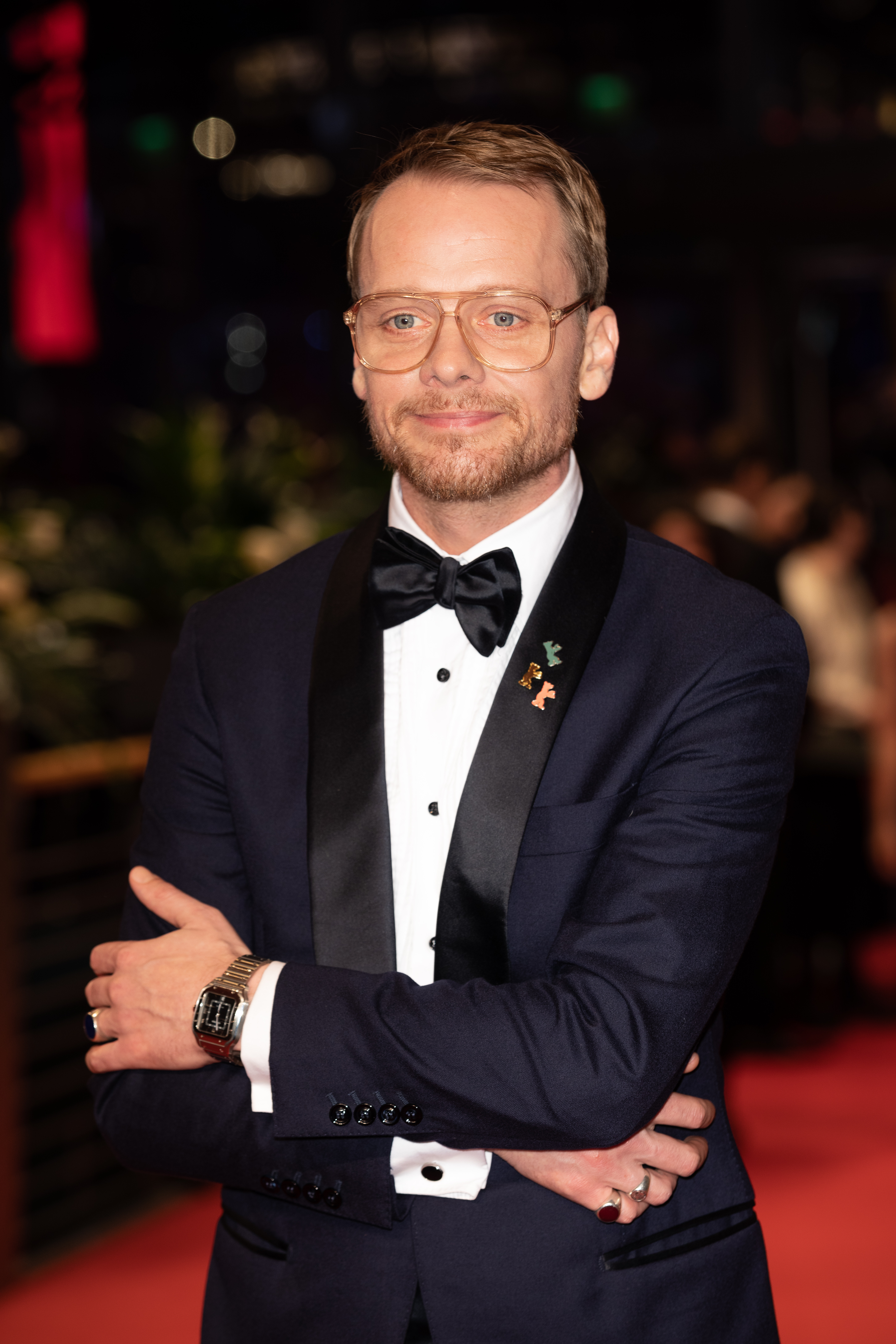
Stefan Konarske spielt Hauptmann Koller

- Nominierung für die Beste Regie (Tomáš Mašín)
- Nominierung für das Beste Drehbuch (Marek Epstein)
- Nominierung für den Besten Schnitt (Petr Turyna)
- Nominierung für das Beste Bühnenbild (Milan Býček)
- Nominierung für die Besten Kostüme (Ján Kocman)
- Nominierung für das Beste Make-up und Hairstyling (Adéla Anděla Bursová)
- Nominierung für die Beste Kamera (Friede Clausz)
- Nominierung für den Besten Ton (David Titěra und Viktor Ekrt)
- Nominierung für die Beste Musik (Karel Havlíček)
- Nominierung als Bester Hauptdarsteller (Oskar Hes)
- Nominierung als Bester Hauptdarsteller (Jan Nedbal)
- Nominierung als Beste Hauptdarstellerin (Tatiana Vilhelmová)
- Nominierung als Beste Nebendarstellerin (Karolína Lea Nováková)
- Nominierung als Bester Nebendarsteller (Stefan Konarske)[7][8]

Latin American Critics’ Awards for European Films 2024
- Nominierung für den Latin American Critics’ Award[9]

Palm Springs International Film Festival 2023
- Nominierung als Bester fremdsprachiger Film für den FIPRESCI-Preis (Tomáš Mašín)